# Type 2 Ka-Mi
Pour les articles homonymes, voir Type 2.
Le Type 2 Ka-Mi (特二式内火艇 カミ, Toku-ni-shiki naikatei kami), est un char léger amphibie employé par la marine impériale japonaise durant la Seconde Guerre mondiale. Bien que lent pour un char léger, cette modification du Type 95 Ha-Go démontra ses qualités durant les campagnes du Pacifique. Il lui manquait, comme à la plupart des chars Japonais de la guerre, le blindage et l'armement des chars alliés contemporains, mais fut cependant apte à remplir ses missions lors de sa mise en service. Moins de 184 unités de ce char furent produites, et employées uniquement par l'infanterie de marine de la Marine impériale japonaise durant la Guerre du Pacifique.

## Histoire et développement
Dès les années 1928, l'armée de terre japonaise testa des véhicules blindés amphibies. En 1940, ces véhicules furent placés sous l'autorité de la marine car ils devaient être affectés à l'infanterie de marine. Si plusieurs de ces véhicules furent mis au point, seul le Type 2 Ka-Mi le fut en grand nombre en 1942. Il était constitué d'un Type 95 Ha-Go modifié auquel étaient adjoints deux pontons amovibles assurant la flottaison, à l'avant et à l'arrière du char. Une cheminée sur la plage arrière protégeait le moteur des infiltrations d'eau.

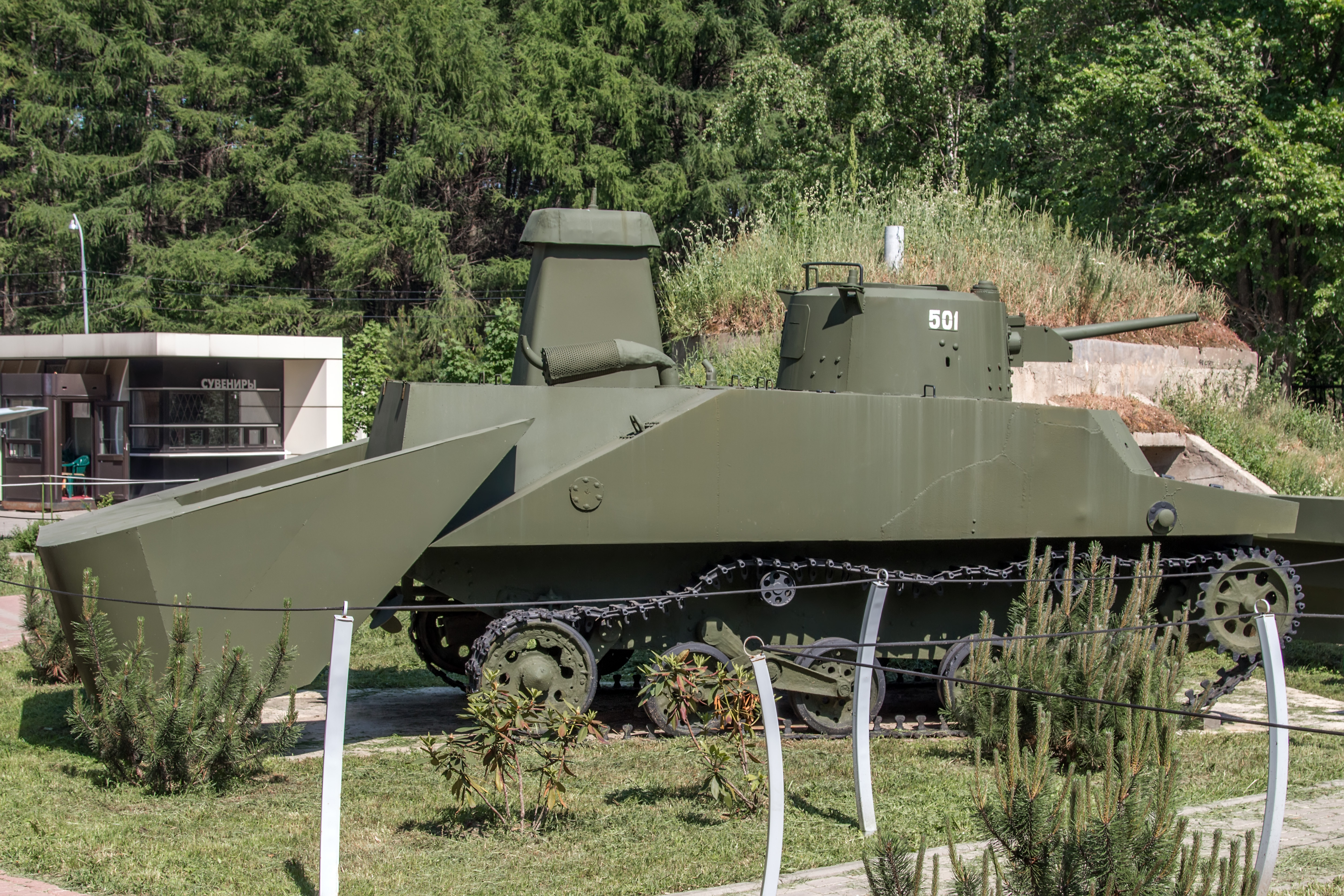
Ka-Mi avec son flotteur arrière.

## Armement
Son armement principal était un canon de 37 mm Type 1 (issu du canon tracté éponyme) d'une longueur de 1,35 mètre, un angle d'élévation compris entre -10 et +20 degrés, une vitesse initiale de 600 m/s et une capacité de pénétrer un blindage de 43 mm à une distance de 460 m. Le Type 95 transportait deux types de projectiles : le Type 94 hautement explosif et le Type 94 anti-blindage.
L'armement secondaire était constitué de deux mitrailleuses légères Type 97 de 7,7 mm, une sur la partie frontale de la carrosserie du char et l'autre en coaxiale de la tourelle.

## Histoire opérationnelle
Les Type 2 Ka-Mi sont arrivés trop tard pour les campagnes amphibies prévues pour l'Invasion des Indes orientales néerlandaises, ils furent utilisés la première fois lors de la Bataille de Guadalcanal où ils convenaient parfaitement pour l'attaque des atolls. Cependant, lorsque le Japon fut poussé à la défensive, ces véhicules furent inutiles contre les chars américains mieux blindés et armés.